# Оттон III (граф Веймар-Орламюнде)

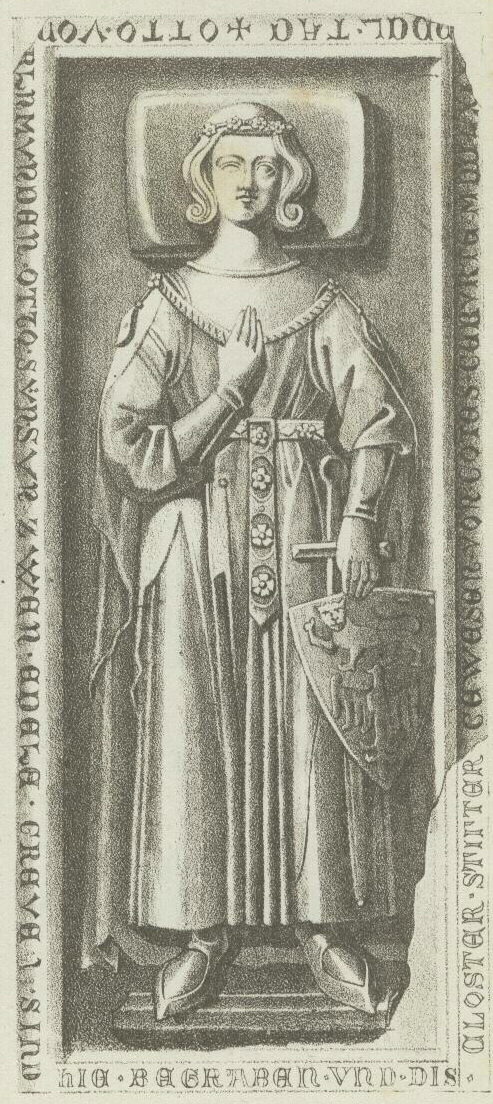
Могильная плита Оттона III в монастыре Химмелькрон

Оттон III (иногда именуется Оттон IV) (нем. Otto III. von Weimar-Orlamünde) (1244 — июнь 1285) — граф Веймара, правитель Рудольштадта и Плассенбурга, титулярный граф Орламюнде из рода Асканиев.

## Биография
Оттон III был сыном Германа II, графа Веймар-Орламюнде, и его жены Беатрис фон Андекс-Меран.
В 1248 Оттон и его старший брат Герман унаследовали графство отца и франконские владения своего дяди по матери — меранского герцога Оттона II.
Братья поделили наследство: Оттон получил Веймар, Рудольштадт и Плассенбург, Герман — Орламюнде.
29 декабря 1279 Оттон основал аббатство Химмельскрон. Там он и был похоронен после своей смерти в июне 1285 г.

## Жена и дети
Оттон III был женат на Агнес фон Труэндинген. Дети:
- Оттон IV Богатый (ум. до сент. 1318), граф Веймар-Орламюнде
- Оттон V (ум. 1315)
- Герман (ум. 1319)
- Агнес

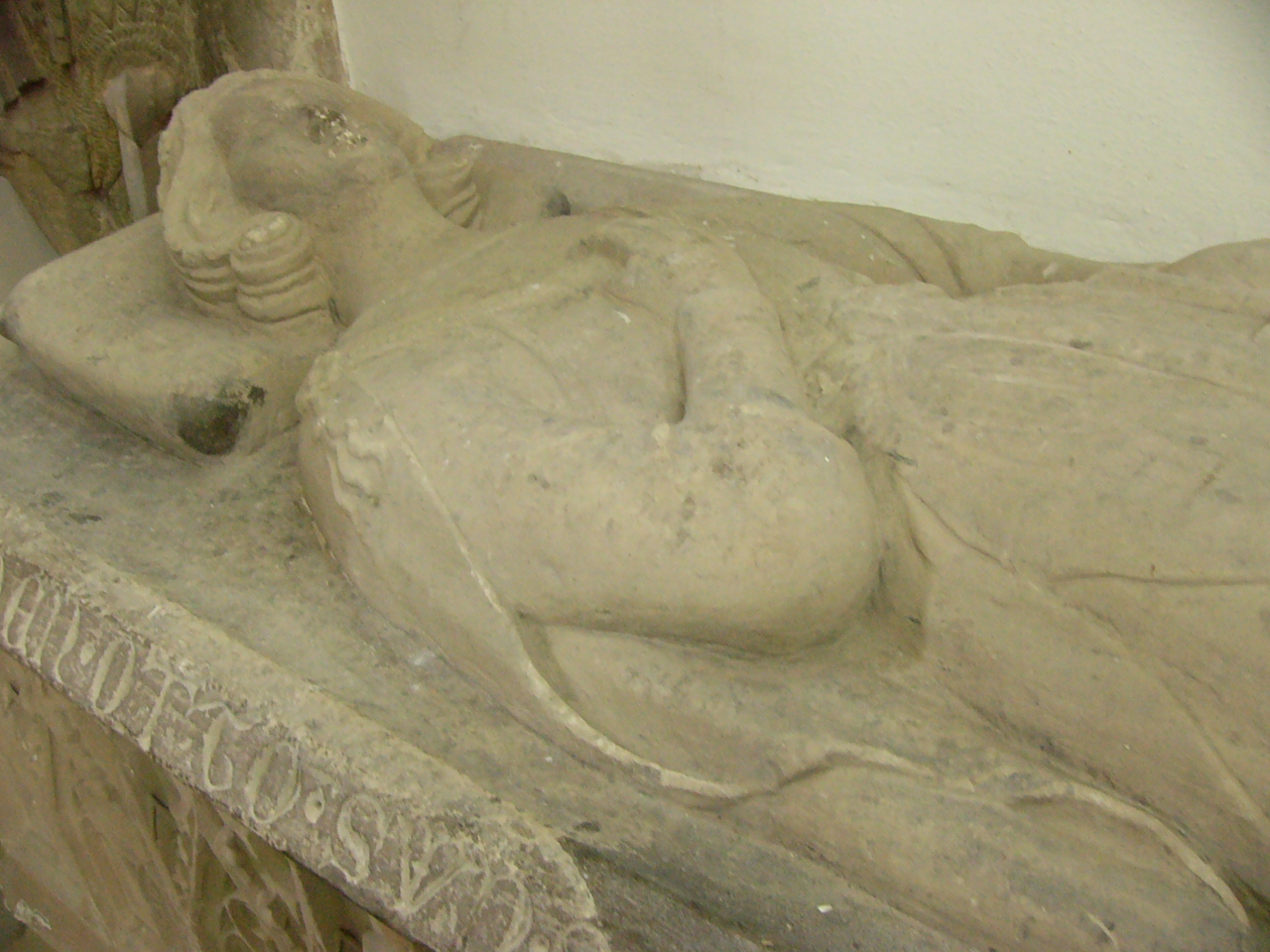
Скульптура на могиле
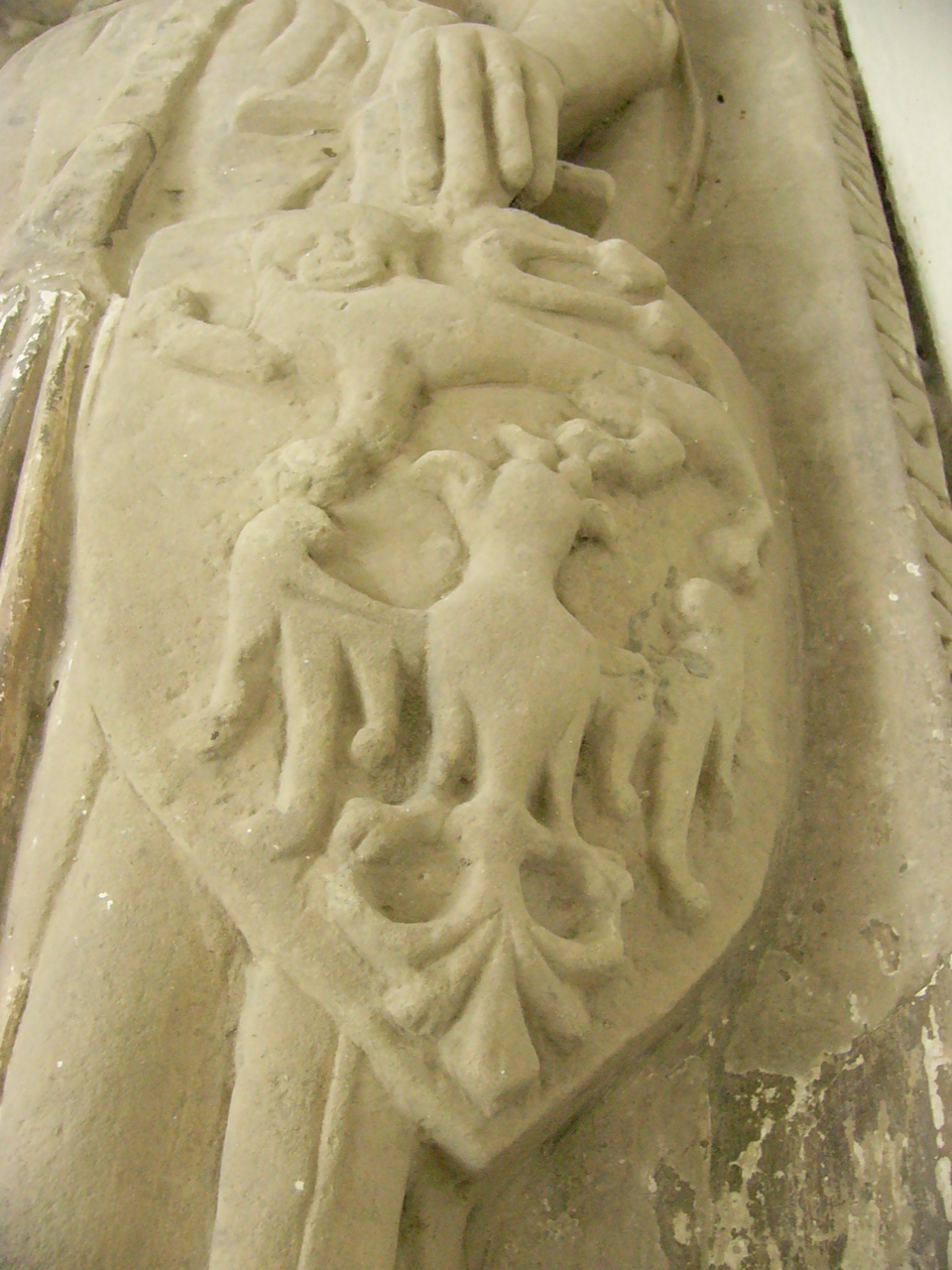
Герб